# Listriella quintana
Listriella quintana är en kräftdjursart som beskrevs av Harold Hall McKinney 1979. Listriella quintana ingår i släktet Listriella och familjen Liljeborgiidae. Inga underarter finns listade i Catalogue of Life.